# Моноклева кобра
Моноклевите кобри (Naja kaouthia) са вид влечуги от семейство Аспидови (Elapidae).
Разпространени са в Югоизточна и Южна Азия.
Таксонът е описан за пръв път от френския натуралист Рьоне Лесон през 1831 година.